# Абай (Теректинський район)
Аба́й (каз. Абай) — село у складі Теректинського району Західноказахстанської області Казахстану. Входить до складу Акжаїцького сільського округу.
У радянські часи село називалось Карасу.
Населення — 629 осіб (2021; 700 у 2009, 828 у 1999, 819 у 1989).